# Émile Boeswillwald
Émile Boeswillwald (Estrasburgo, 1815-París, 1896) fue un arquitecto, arqueólogo y académico francés.

## Biografía
Nacido el 2 de marzo de 1815 en Estrasburgo, se juntó con Viollet-le-Duc y Lassus en sus restauraciones de edificios en estilos neomedievales. Hacia 1843 se convirtió en una de los miembros de la comisión para el cuidado de monumentos históricos, y como inspector general de la comisión estuvo al cargo de excavaciones en Argelia y Túnez. Entre sus obras se encontraron la restauración de la catedral de Laon, de la catedral de Toul y, junto con Duban y Lassus, la restauración de la Sainte Chapelle en París. Se desempeñó también, junto con Viollet-le-Duc y Lassus, como uno de los inspectores de Notre Dame. Entre sus proyectos se encontraron diversas iglesias y edificios en Francia y España, como el Palacio Xifré. Académico y arqueólogo, recibió distinciones de varias sociedades de Francia y otros países. Falleció en 1896 en París.